# 교황 레오 10세
교황 레오 10세(라틴어: Leo PP. X, 이탈리아어: Papa Leone X)는 제217대 교황(재위: 1513년 3월 9일 - 1521년 12월 1일)이다. 본명은 조반니 디 로렌초 데 메디치(이탈리아어: Giovanni di Lorenzo de' Medici)이다. 재위 중에 성 베드로 대성전의 건축 기금을 마련하기 위하여 '면죄부'(대사) 판매를 승인했으며, 이로 인하여 마틴 루터가 95개조 반박문을 게시하여 1517년에 종교개혁이 촉발되었다.
피렌체 공화국의 실질적인 통치자인 로렌초 데 메디치(1449~92)의 차남으로 태어났다. 사촌동생 줄리오 데 메디치는 나중에 교황 클레멘스 7세(재위: 1523–1534)로 등극하게 된다. 역대 교황들 중 가장 사치스러웠던 인물로 교황청에 많은 빚을 남겨 후임 교황들을 힘들게 하였다. 영국의 역사학자 토머스 칼라일은 그의 대표작 《영웅숭배론》에서 수치스러운 면죄부 장사를 벌인 레오 10세에 대해 "그리스도 교인이라기보다는 오히려 이교도였다"라고 평가했다.
어려서부터 영리하였고 아버지 로렌초 데 메디치의 뜻에 따라 성직자의 길을 걷게 되었으며 13세에 추기경에 서임되었다. 1494년에 프랑스군의 침공과 피렌체 내부 반란으로 통치가문으로 군림하던 메디치 가문이 추방당하는 시련이 있었다. 망명 생활 동안에 어려움이 있었으나 외국을 여행하며 견문을 넓히는 기회가 되었으며 1512년에 운좋게 피렌체에 메디치 가문이 복권되어 통치권을 되찾았다. 다음해 교황에 선출되며 아버지 로렌초의 소원대로 메디치 가문 출신의 첫 번째 교황이 되었다.

## 생애초기

### 어린시절
조반니 데 메디치는 피렌체 태생으로 ‘위대한 로렌초’라고 불리며 막후정치를 통해 실권을 행사하여 피렌체 공화국을 통치한 로렌초 데 메디치(1449~92)와 그의 아내 클라리체 오르시니 사이에서 차남으로 태어났다. 아버지 로렌초가 아들 삼형제에 대해 평가하기를 장남 피에르는 멍청하고 차남 조반니는 영리하고 막내 줄리아노는 착하다고 한 적이 있다. 이런 평가처럼 조반니는 뚱뚱하며 시력은 나빴으나 어려서부터 매우 총명하였다.
조반니는 아버지 로렌초의 뜻에 따라 어렸을 때부터 교회에 봉헌되어 성직자로서의 삶을 살았다. 이는 장남이 가문의 대를 잇고 차남들은 성직자가 되는 당대의 관습을 따른 자연스러운 결과이기도 하다. 메디치 가문은 여러 대에 걸쳐 교황청의 주거래은행 역할을 하면서 종교 권력이 가져오는 부의 힘을 실감하였다. 그래서 부친 로렌초는 일찍부터 메디치 가문출신이 고위직 성직자에 오르게 하려고 노력하였다. 우선 자신의 동생 줄리아노를 피렌체 대주교로 만들려고 노력하였으나 교황 식스토 4세(212대 1471~84)와 갈등하며 실현되지 못하다가 1478년 파치 음모사건으로 동생이 죽자 그의 계획은 좌절되고 말았다. 대안으로 차남 조반니를 선택하여 추기경을 만들려고 다시 좀 더 치밀하게 계획을 세워 노력하였다.

### 추기경 서임
7세 때 탁발례를 받았으며, 이후 계속 승품을 거듭하게 되었다. 그는 피렌체의 통치가문이자 부유한 메디치 가문 그리고 아버지의 지원에 힘입어 13세 되던 해인 1489년 3월 8일 교황 인노첸시오 8세에 의해 산타 마리아 인 도미니카 성당의 부제급 추기경에 서임되었다. 조반니가 추기경이 될 수 있었던 것은 1488년 열 다섯 살이었던 누나 마달레나 데 메디치(1473-1528)가 서른여덟 살 된 교황의 사생아 프란체스케토 키보(1450-1519)와 정략 결혼을 하면서 교황 인노첸시오 8세와 아버지 로렌초 간에 체결된 계약에 따른 것이었다.

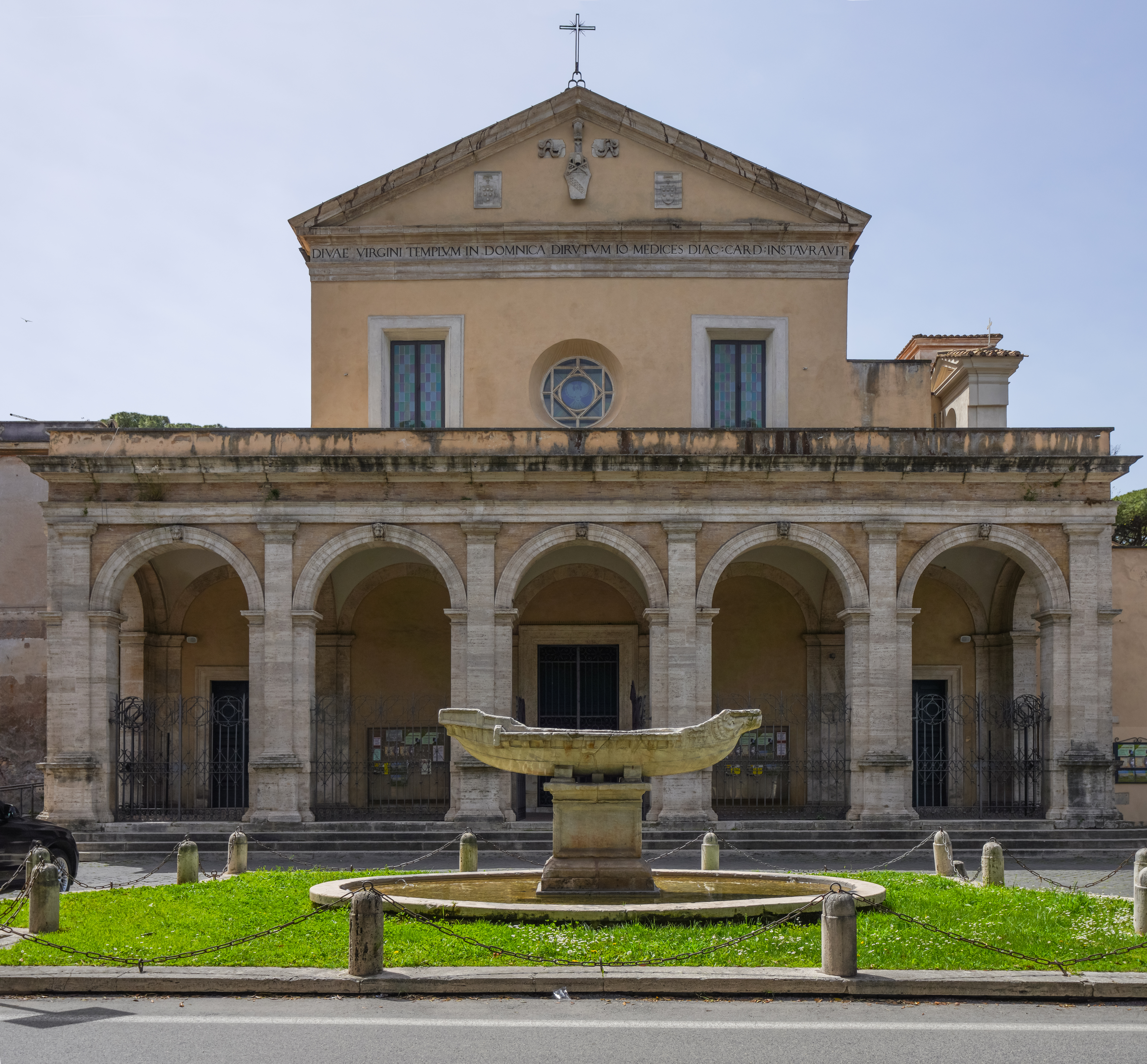
산타 마리아 인 도미니카 성당

추기경 문장을 사용하는 것과 추기경단에 참석하는 것은 무기한 보류되었다. 그동안 조반니는 부친의 영향을 받아 안젤로 폴리치아노, 피코 델라 미란돌라, 마르실리오 피치노, 베르나르도 도비치오 비비에나 등의 밑에서 훌륭한 인본주의 교육을 철저하게 받았다. 1489년부터 1491년까지 그는 피사에서 필리포 데키오와 바르톨로메오 소치니에게서 신학과 교회법을 공부하였다.
1492년 3월 23일 조반니는 드디어 정식으로 추기경단에 들어가는 것을 허락받아 로마로 거처를 옮겼다. 그러나 다음해 4월 8일 부친 로렌초의 사망으로 당시 16세였던 조반니 추기경은 피렌체로 다시 돌아왔다. 조반니는 교황 인노첸시오 8세의 후임자를 선출하기 위한 1492년 콘클라베에 참석하였으며, 로드리고 보르자 추기경이 교황 알렉산데르 6세로 선출됨으로써 교황이 되지는 못하였다.

### 망명과 로마복귀
1494년 10월, 샤를 8세가 이끈 프랑스군이 피렌체 침공이 있은 후 11월 사보나롤라의 선동으로 피렌체 시민들이 봉기를 일으키자 조반니는 메디치 가문의 일족들과 함께 피렌체를 떠나 망명생활을 하였다. 형 피에로는 베네치아와 우르비노 등지로 피신하였으며, 조반니는 독일과 네덜란드, 프랑스 등지를 떠돌아다녔다.
1500년 5월 조반니는 로마로 돌아왔고 교황 알렉산데르 6세는 그를 환대했다. 로마에 있는 메디치 가문의 궁전인 마다마 궁전에 머무르며 예술과 문학에 심취하면서 시간을 보냈다. 1503년 교황 율리오 2세가 새로 즉위하였다. 같은해 형 피에로가 전사하면서 조반니가 가문의 수장이 되었다. 1511년 10월 조반니는 볼로냐와 로마냐의 교황 특사로 임명되어 교황군을 이끌었다. 1512년 4월에 가스통 드 푸아가 이끄는 프랑스군이 침공하여 벌어진 라벤나 전투에서 패배한후 포로로 잡혔다가 간신히 탈출했다.

### 메디치 가문의 피렌체 통치권 회복
교황 율리오 2세(216대 1503~13)는 1508년에 캉브레 동맹전쟁을 주도하여 베네치아의 세력을 약화시키는데는 성공을 하였다. 그러나 전쟁을 치르는 동안에 이탈리아에서 동맹국인 프랑스의 영향력이 커져갔다. 이를 경계한 교황은 동맹국 프랑스를 배신하고 1510년 베네치아와 새로운 동맹을 체결한 후 이탈리아에서 프랑스 세력을 몰아내고자 하였다. 교황이 프랑스에 대해 성무정지 조치를 내리자 프랑스는 이에 반발하며 교황에 대한 순명거부와 율리오 2세의 조속한 폐위추진을 천명하였다. 이를 위해 피렌체가 통치하고 있는 피사에서 1511년 11월에 공의회 소집을 선언하였다.
피렌체는 캉브레 동맹 전쟁 내내 정치적인 중립을 고수하였던 터라 이번에도 공의회 개최에 대해 애매한 입장을 취했다. 그러나 프랑스군이 1511년 5월 23일 볼로냐를 정복하자 피렌체는 향후 프랑스가 전쟁에서 승리할 것으로 판단하고 루이 12세가 요청한 피사 공의회 개최를 수용하였다. 이 소식을 접한 교황 율리오 2세는 분노하며 피렌체에 대해 성무정지를 명하고 추후에 응징할 것을 예고했다. (1494년 이후 피렌체 공화정 정부는 친 프랑스 성향을 띠고 있었다.)
피렌체의 예상과 달리 전세가 역전되면서 1512년 8월, 신성동맹군은 프랑스를 이탈리아에서 몰아내는데 성공한다. 이후 동맹국들이 만토바에 모여서 향후 이탈리아에서의 문제를 논의하였다. 이때 피사 공의회를 개최하였던 피렌체에 대해 응징을 결의하였다. 조반니 추기경(훗날 교황 레오 10세)이 이끄는 교황군과 라몬 데 가르도나가 이끄는 스페인군이 볼로냐를 출발하여 8월 29일에 피렌체 공화국의 영지인 프라토(Prato)를 정벌하였다.
스페인군은 프라토를 점령한 후 21일 동안 무자비하게 약탈, 파괴, 강간을 자행했는데 사망자가 최대 6,000명이 발생했다고 추정하고 있다. 프라토를 잔인하게 약탈한 목적은 수도 피렌체 시민들에게 공포심을 안겨주어 항복을 유도하기 위한 것이였다. 프라토는 수도 피렌체에서 북서쪽으로 약 16km 떨어진 도시로, 프라토 함락소식을 접한 피렌체의 메디치 가(家) 지지자들이 정권퇴진을 요구하는 시위를 벌였다.
시위가 거칠어지던 중 교황군 지휘관인 조반니 추기경으로부터 항복을 종용하는 서신이 도착하자 피렌체의 수상 피에르 소데리니는 사임을 하고 망명을 떠났다. 교황 율리오 2세로부터 교황 특사로 임명받은 조반니 데 메디치 추기경(훗날 교황 레오 10세)이 9월 1일, 1,500명의 교황군을 이끌고 피렌체에 입성하였다. 이로써 18년만에 메디치 가문이 다시 피렌체의 통치권을 회복하게 되었다.

## 교황재위

### 교황선출과 피렌체 통치

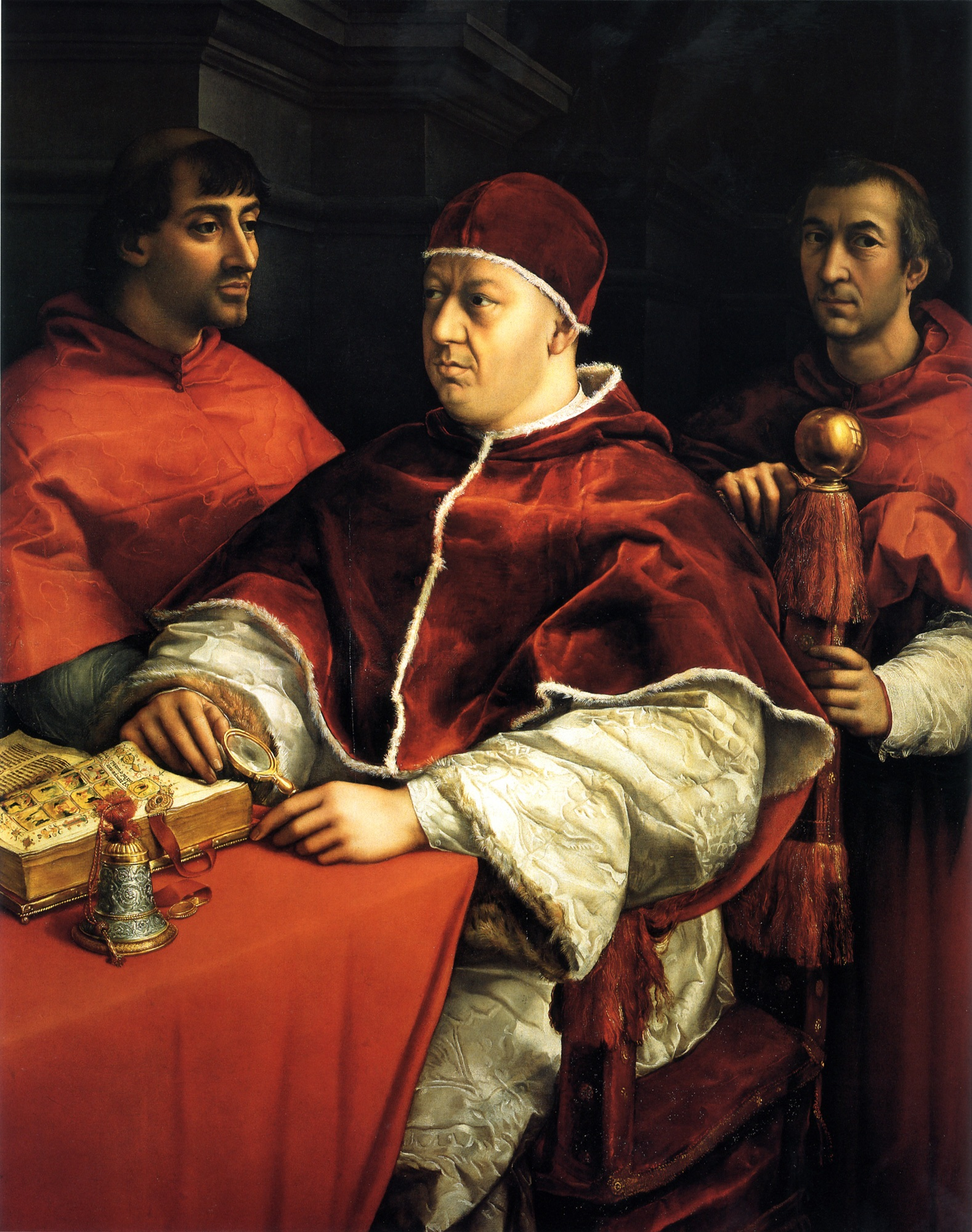
라파엘로가 그린 ‘교황 레오 10세와 추기경들.’ 레오 10세 곁의 추기경들은 줄리오 데 메디치와 루이지 데 로시이다.

1513년 3월 9일 조반니는 율리오 2세의 뒤를 이어 교황으로 선출되었으며, 이틀 후에 이 사실이 공표되었다. 조반니는 그해 3월 15일 사제 수품을 받았으며, 17일에 주교로 성성되었다. 그리고 19일에 즉위식을 통해 교황좌에 착좌하였다. 이때 그의 나이 37세였다. 그는 사제품을 받지 않은 상태에서 선출된 마지막 교황이다.
교황에 선출된후 피렌체는 동생 줄리아노에게 맡겼으나 1516년에 동생이 죽자 조카 로렌초 2세 데 메디치가 피렌체를 통치하였다. 1519년에 조카 로렌초 2세가 사망한후에는 사촌동생인 줄리오 추기경에게 피렌체 통치를 맡겼다.

### 캉브레 동맹 전쟁
전임 교황 율리오 2세의 재임 중인 1508년에 시작된 캉브레 동맹전쟁은 교황 레오 10세 때까지 계속 이어졌다. 레오 10세가 즉위할 당시 프랑스의 루이 12세는 베네치아 공화국과 결탁하여 밀라노 공국을 손에 넣으려고 시도하였다. 레오 10세는 어떻게든 전쟁을 피하고 평화를 유지하려고 노력하였지만 성과를 보지 못하였다. 결국 레오 10세는 1513년 4월 5일 신성 로마 제국의 막시밀리안 1세 황제와 아라곤의 페르난도 2세 국왕, 잉글랜드의 헨리 8세 국왕과 더불어 메헬렌 동맹을 맺었다.
프랑스 왕국과 베네치아 공화국은 처음에는 전선에서 우위를 점하였지만, 6월에 치른 노바라 전투에서 패하였다. 베네치아는 그해 10월까지 전쟁을 계속하였다. 레오 10세는 4월에 개회하였던 제5차 라테라노 공의회를 12월 9일에 재개하였으며, 루이 12세와 평화협정을 비준하는 한편 피사 공의회파는 교회를 분열시킨 이교주의라는 죄목으로 판정하고 공식적으로 파문을 선고하였다.
공의회에서 십자군 원정 계획과 성직자 개혁 문제를 논의하는 동안에 교황의 프랑스의 새 국왕 프랑수아 1세 사이에 새로운 위기가 형성되었는데, 젊고 열정적인 인물이었던 프랑수아 1세는 밀라노 공국과 나폴리 왕국을 다시 손에 넣고자 하는 야망에 사로잡혀 있었다. 레오 10세는 즉시 신성 로마 제국의 황제와 스페인의 왕과 동맹을 맺었으며, 잉글랜드의 지원을 보장받는 대가로 토머스 울지를 추기경으로 서임하였다.
프랑수아 1세는 그해 8월 대군을 이끌고 이탈리아를 침공하였으며, 9월 14일 마리냐노 전투에서 승리하였다. 그해 10월 레오 10세는 프랑스가 로마와 피렌체에 대한 안전을 보장한다는 조건하에 밀라노를 포기하는 대신에 취하였던 파르마와 피아첸차에서 군대를 철수한다는 협정문에 서명하였다. 그러자 스페인 국왕은 로마 주재 스페인 대사에게 다음과 같은 서신을 보냈다. “교황은 지금까지 실상 딴마음을 품고 있었으며, 프랑스를 이탈리아에서 몰아내려는 그의 모든 열의는 가면에 불과하였다.”
그의 이 같은 비난은 레오 10세가 1515년 12월 볼로냐에서 프랑수아 1세와 비밀회동을 열자 확신을 얻는 듯했다. 교황과 프랑스 국왕의 회동에서 표면상으로 논의된 주제는 오스만 제국에 대해 공통적으로 위협 의식을 공유하는 프랑스와 베네치아, 신성 로마 제국 간의 평화 정착과 프랑스 내 교회 문제에 대한 사항들이었다. 이 회동에서 결의된 내용이 구체적으로 어떠한 내용이었는지에 대해서는 정확히 알려지지 않았다.
이렇게 2, 3여 년간 정치적 음모와 전쟁이 끊이지 않았기 때문에 제5차 라테라노 공의회가 제대로 된 성과를 내기를 기대하는 건 어려웠다. 제5차 라테라노 공의회에서 제시된 크게 세 가지 목표, 즉 기독교 국가들의 평화와 이슬람교의 위협에 대항하는 성전, 교회 개혁 등은 모두 강대국들 간의 이해관계가 통했을 때에만 보장받을 수 있는 문제들이었다. 결국 공의회에 제시된 이러한 목표들을 달성하기 위한 합일점에 도달하지 못하였다.
제5차 라테란 공의회의 가장 중요한 성과는 1516년 12월 9일 제11회 개회 때 교황 비오 2세 이래 교황들이 만장일치로 비난했던 공의회 우위설의 단죄를 재차 확인한 것과 프랑스 교회와 성좌 사이의 관계 규정에 대한 레오 10세와 프랑수아 1세 사이에 맺어진 협정을 확인한 것이다. 이 규정은 훗날에 프랑스 혁명이 발발하기 전까지 유지되었다. 레오 10세는 1517년 3월 16일 제5차 라테란 공의회를 폐막하였다. 제5차 라테란 공의회를 통해 피사 공의회파의 이교가 종식을 고하게 되었으며, 교황 알렉산데르 6세가 도입한 도서 검열이 재개되었으며, 오스만 제국을 토벌하기 위한 전쟁을 준비하기 위한 군자금으로 각 지역 교회에 십일조가 의무적으로 부과되었다. 또한 교황의 수위권을 공고히 하여 어느 누구도 여기에 이의를 제기하지 못하도록 하였다.

### 우르비노 전쟁
1515년 12월, 프랑스와 볼로냐 협약을 맺은후 교황령은 캉브레 동맹 전쟁에서 이탈하였다. 종전과 함께 메디치 출신 교황 레오 10세(재위 1513~21)는 자신의 출신 가문인 메디치 가문이 다스리는 새로운 로마냐 공국을 이탈리아 중북부 지역에 건설하고자 했다. 캉브레 동맹전쟁(1508~16)중에 우르비노 공작 (프란체스코 마리아 1세 델라 로베레)은 몇 가지 잘못을 하였는데 이것에 대해 교황 레오 10세는 트집을 잡았다. 우르비노 공작은 1511년 적군과 내통한 혐의가 있고, 알리아노 추기경 살인, 캉브레 동맹 전쟁중 출전 거부, 메디치 가문의 복권을 위해 피렌체 정벌을 명한 교황 율리오 2세에게 항명한 죄등 여러 잘못을 범하였다. 지난 1515년 프랑스와 볼보냐 협상 체결시 교황 레오 10세는 우르비노 공국에 대한 교황군의 공격에 대해 프랑스가 간섭하지 않겠다는 약속을 받은바 있다.
교황 레오 10세는 1516년 우르비노 공작을 로마로 소환하며 과거 그의 불명예스러운 행동에 대해 해명을 요구하였다. 그러나 우르비노 공작은 교황의 소환에 불응하였고 교황은 그를 즉시 파문하여 우르비노에서 추방하였다. 1517년 우르비노 공작은 무력도발을 하였다. 우르비노를 차지하기 위한 전쟁은 1517년 1월부터 9월에 걸쳐 지속되었다. 결국 우르비노 공작은 추방당했고 교황의 승리로 끝을 맺었다. 새로운 우르비노 공작으로는 교황의 조카인 로렌초 2세 데 메디치가 차지하였다. 그러나 이는 과거 알렉산데르 6세의 극악한 정책을 답습한 것으로서 교황령 내에서의 약탈과 사회적 혼란이 증가하였으며, 십자군 원정 준비를 방해했고, 교황청의 재정을 크게 소모하는 결과를 가져왔다. 프란체스코 귀차르디니는 레오 10세가 우르비노 전쟁을 위해 총 800,000 두카트라는 엄청난 비용을 부담했을 것이라고 추정하였다.

### 교황 독살 미수사건(1517년)

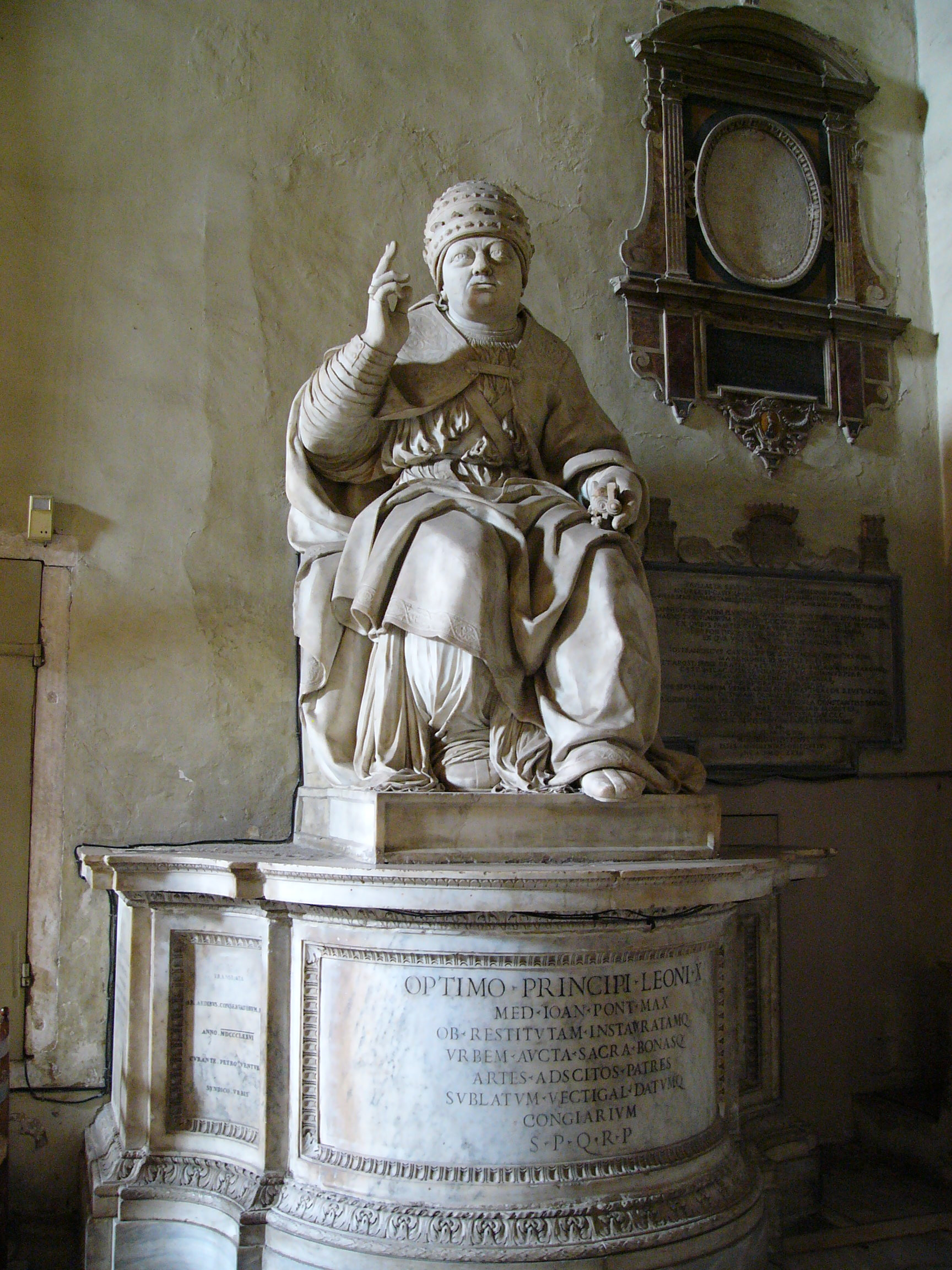
로마의 산타 마리아 인 아라코엘리 성당에 있는 교황 레오 10세의 전신상.

우르비노 전쟁은 나중에 교황과 추기경들 간의 관계가 위기로 치닫는 결과를 가져왔다. 추기경단은 교황 식스토 4세 시대 이후로 급격히 세속화되면서 자연스럽게 많은 문제점이 생겨났다고 전해진다. 추기경단의 몇몇 추기경들이 레오 10세를 독살하려고 시도하였으나, 사전에 발각되어 실패로 끝났다. 1517년 5월과 6월, 레오 10세는 추기경 한 명 한 명과 개별 면담을 가졌다.
그는 개개인에게 “최근에 나를 독살하려는 음모에 가담했는가?”라는 질문을 하였고, 예닐곱 명이 실토했다. 곧 페트루치 추기경이 한 외과의를 고용해 교황의 고질적인 치질을 수술하게 한 뒤 독을 묻힌 붕대를 상처 부위에 맞댈 계획이었지만, 교황이 자신의 주치의를 고집해 불발로 그쳤다는 사실이 드러났다.
페트루치 추기경은 즉시 체포되어 산탄젤로 성에 투옥되었다. 리아리오 추기경을 포함한 다른 추기경들도 그들의 종복들을 고문해 증거를 확보하는 즉시 체포되었다. 레오 10세는 자신에게 닥친 위기를 오히려 기회로 여기고 이 상황을 자신에게 유리하도록 이용하였다. 그는 추기경 한 명을 처형하고, 그 외 나머지는 산탄젤로 성에 투옥시키는 등 다른 추기경들에게 본보기를 보여주는 한편, 추기경단에 급격한 변화를 시도하였다.
1517년 7월 3일 레오 10세는 새로 임명된 추기경들의 명단을 발표하였는데, 그 숫자는 31명으로 교회 역사상 거의 유래를 찾아보기 힘들 정도로 많은 숫자였다. 이들 가운데 특별히 알려진 인물로는 로렌초 캄페지오, 위트레흐트의 아드리안(훗날의 교황 하드리아노 6세), 토마스 가예타노, 크리스토포로 누마이, 에지디오 가니시오 등이 있다. 이들 걸출한 로마 가문들의 자제들을 대거 추기경으로 임명한 것은 이들의 정치적 영향력이 교황청 내에 들어오는 것을 경계하며 제한을 두었던 전임 교황들의 기존 정책과는 사못 대조되는 것이었다.
이밖에 다른 이들을 추기경에 임명한 것은 정치적인 고려 내지는 가문의 영향력을 고려한 데서 나온 것이었거나 우르비노를 상대로 한 우르비노 전쟁의 전비를 확보하기 위한 것이었다. 일각에서는 교황이 순전히 금전적인 이익을 위하여 추기경들의 음모를 크게 과장했다고 비난했지만, 그러한 비난의 대부분은 그 근거가 불충분한 것으로 보인다.

### 십자군 원정 계획
레오 10세는 당시 서유럽 세계를 위협하고 있던 오스만 제국의 술탄 셀림 1세의 진군을 막을 필요성을 느끼고 십자군 원정을 위한 구체적인 계획을 수립하였다. 레오 10세가 세운 계획은 다음과 같다. 우선 교황이 몸소 기독교 국가들 모두에 휴전을 선포하고 각 나라간의 분쟁을 중재하는 것이다. 그리고 신성 로마 제국의 황제와 프랑스의 왕이 직접 십자군을 지휘한다. 잉글랜드와 스페인, 포르투갈은 선박을 건조한다. 이들 기독교 세계의 연합군은 콘스탄티노폴리스를 향해 진격한다.
기독교 국가들 간의 평화를 도모하려는 레오 10세의 외교는 실패했지만, 그 대신에 추기경 토머스 울지가 모국 잉글랜드로 하여금 프랑스와 신성 로마 제국 간의 중재 역할을 하도록 하였다. 십자군을 조직하기 위해 십일조를 통해 모은 금전은 다른 곳에 쓰여졌다. 1519년 헝가리는 셀림 1세와 3년간 휴전하기로 협정을 맺었다. 그러나 셀림 1세의 뒤를 이어 즉위한 쉴레이만 대제는 1521년에 전쟁을 재개하였으며 그해 8월 28일 베오그라드 성을 함락하였다. 이 소식을 접한 레오 10세는 무척 놀랐으며, 당시 프랑스와 전쟁을 벌이고 있던 와중이었음에도 30,000 두카트의 지원금을 헝가리에 보냈다.
한편 레오 10세는 그리스 귀일교회들을 극진하게 대우하였으며, 1521년 5월 18일 교서를 내려 라틴 교회 성직자가 그리스 교회 성당에서 미사를 집전하는 것과 라틴 교회 주교가 그리스 교회 사제를 서품하는 것을 금지시켰다. 이러한 조치는 클레멘스 7세와 바오로 3세에 의해 더욱 강화되었지만, 라틴 교회와 그리스 교회 사이의 끊없는 반목을 종식시키기에는 너무 늦었다.

### 후원

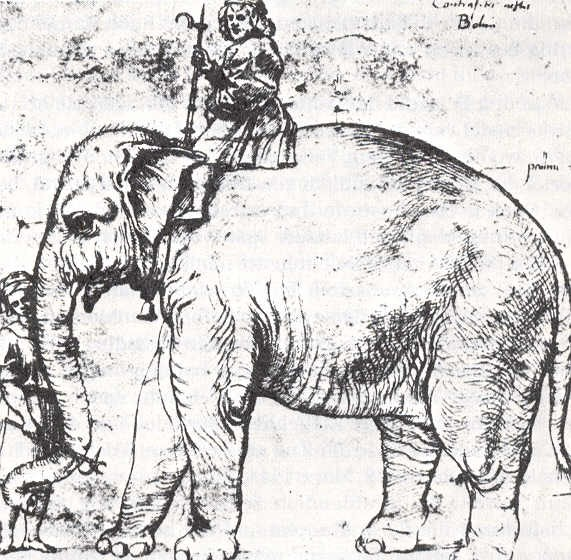
레오 10세의 애완용 흰 코끼리 안노.

레오 10세는 교황이 된 직후 동생 줄리아노에게 “하느님께서 우리에게 교황직을 주셨으니 마음껏 즐기자.”라고 말했다고 전해진다. 이 이야기를 처음으로 언급한 사람은 당시 베네치아 대사였는데, 사실 그는 레오 10세에 대해 일종의 편견이 있었던 데다가 그 당시 로마에 있지도 않았기 때문에 사실 역사적으로 그가 전한 레오 10세가 했다는 말의 신빙성은 극히 낮다.
그렇지만, 레오 10세가 교황으로 재임하는 동안 그가 보인 인문주의적 소양과 예술 문화 분야에 보인 관심과 애정도에 대해서 이 문구가 적절하게 나타내고 있다고 보인다. 레오 10세는 생전에 표범과 어릿광대, 애완용 흰 코끼리 안노(Hanno) 등 호화로운 일행을 대동하고 로마 시내를 행진하는 것을 무척 좋아하였다.
또한 레오 10세는 사람들에게 아낌없이 베풀기로 명성이 높았다. 노인들과 병실 환자들, 퇴역 군인들, 순례자들, 성적 미달인 학생들, 외국에서 추방당한 이들, 장애인들, 빈민들 등 주로 사회로부터 소외받는 계층들은 레오 10세로부터 많은 혜택을 받았으며 그를 자비로운 교황으로 기억하였다. 레오 10세는 소외 계층을 위해 연간 6,000 두카트가 넘는 금액을 의연금으로 보냈다. 교육의 후원자로서 레오 10세는 역대 교황들 사이에서도 뛰어난 축에 속한다. 당대 사람들은 그가 높은 학식과 품위 있고 세련된 삶을 살았다고 기록하고 있다.
레오 10세는 로마를 기독교의 중심지뿐만이 아니라 유럽 문화의 중심지로도 만들었다. 1515년 한 추기경은 다음과 같이 적고 있다. “자신들의 후원과 보호를 위해 모든 지역으로부터 편지를 들고 사람들이 영원한 도시 로마를 향해서 오고 있다.” 과거 추기경 시절에 라파엘로의 디자인에 따라 산타 마리아 인 도미니카 성당을 복원하였던 레오 10세는 자코포 산소비노에게 비아 줄리아에 산 조반니 데이 피오렌티니 성당을 짓도록 하는 한편, 라파엘로와 아고스티노 키지에게는 성 베드로 대성전과 바티칸의 공사를 서두를 것을 재촉하였다. 윌 듀랜트는 레오 10세 시대의 바티칸에 대해 다음과 같이 적고 있다.
로마의 지성과 지혜의 중심지, 학자, 교육자, 시인, 화가, 음악가들이 환영받고 그들에게 숙박을 제공해주는 곳, 위엄 있는 교회의 기능은 물론, 격식적인 외교적 환영식, 화려한 연회, 극공연과 음악회, 시 낭독, 미술작품 전시 등이 진행되는 곳, 당시 세상에서 가장 세련된 궁정이라는 것은 의심의 여지가 없었다. 바티칸의 개량공사와 장식에서, 문학적 혹은 예술적 천재, 그리고 능력 있는 유럽 특사의 모임에서, 니콜라오 5세로부터 레오 10세 자신에 이르기까지의 노력으로 바티칸은 예술뿐 아니라 문학과 르네상스의 찬란함이 절정을 이루었다. 단순히 문화의 양적인 면만을 볼 때도, 역사는 결코 이와 같은 때가 없었다. 심지어 페리클레스 때의 아테네도, 아우구스투스 때의 로마도 그렇지 못하였다.

### 루터의 등장

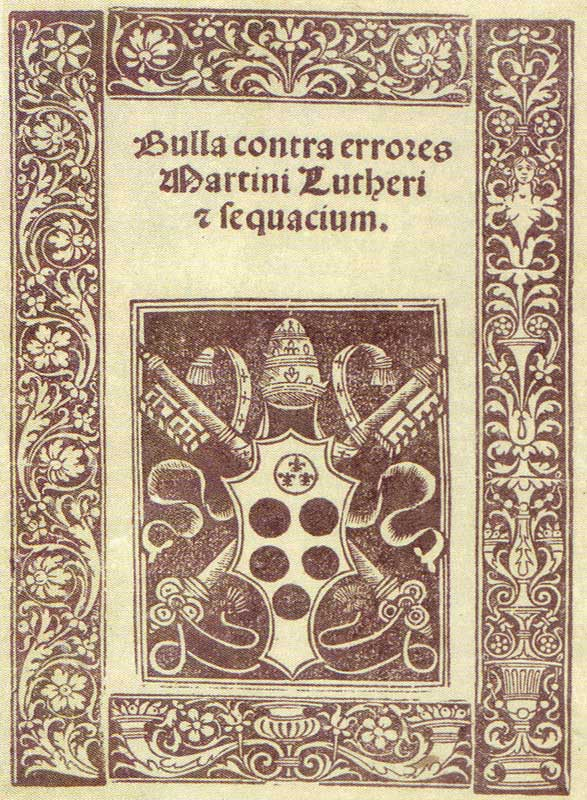
1521년 교황 교서 《마틴 루터의 오류에 관하여》(Contra errores Martini Lutheri).

레오 10세의 치세 중에 서방교회의 개혁 운동의 절정인 마틴 루터의 서방기독교의 종교개혁이 촉발하였다. 서방교회는 종교개혁 찬성파와 반대파로 나뉘게 되었다. 이후 서방교회 '개혁 반대파'인 교황중심 세력은 '개혁 찬성파'를 분리하여 현재의 서방교회는 교단 형태의 교회가 되었다.
1517년 10월 31일 모든 성인 대축일 전날, 독일 아우구스티노회 소속 수사신부 마틴 루터는 대사령 반포 선전위원으로 위촉된 자들이 직권을 남용하고 있다고 면죄부의 부당함을 주장하면서 이와 관련해서 비텐베르크 성당 문에 95개조 반박문을 붙였다. 몇몇 신학생들이 이러한 루터의 주장에 동조하여 95개조 반박문을 라틴어에서 독일어로 번역한 인쇄기를 통해 그것들을 유럽 전역에 널리 퍼뜨렸다.
루터의 반박문은 2주 만에 독일 전역으로 퍼져 나갔으며, 2달 후에는 유럽 전역으로 퍼져나갔다. 레오 10세는 당시 사태의 중요성을 충분히 인식하지 못했으며, 1518년 2월 아우구스티노회의 총대리에게 수사들의 입단속을 지시하였다.
1518년 5월 30일 루터는 자신의 95개조 반박문에 대한 설명문을 레오 10세에게 제출하였다. 교황청은 루터를 화형에 처하기 위해 8월 7일 로마 법정에 출두하라는 명령을 내렸다. 회의 일정이 미리 계획되었지만, 나중에 소환이 취소되었다. 대신에 루터는 1518년 10월 교황 특사인 가예타노 추기경을 만나러 아우크스부르크로 갔다.
그러나 가예타노 추기경의 논박으로도, 11월 9일 레오 10세가 교서를 통해 교황은 모든 그리스도인에게 대사령을 선포할 수 있는 권리를 갖고 있다고 설명했음에도 루터는 자신의 주장을 끝내 철회하지 않았다. 한동안 지지부진한 교섭만 이어졌고, 그러는 동안 독일 전역에 이와 같은 논쟁이 대중들 사이에 파고들어갔다.
1520년 6월 15일 레오 10세는 교황 칙서 《주님, 일어나소서》(Exsurge Domine)를 통해 루터의 주장을 41개 항목으로 반박하였다. 또한 신학자 요한 에크를 교황 대사로 임명하여 이 회칙을 독일에 전달하도록 하였다. 1521년 1월 3일 레오 10세는 칙서 《로마 교황의 선언》(Decet Romanum Pontificem)을 뒤이어 반포하여 루터를 공식적으로 파문하였다. 아울러 신성 로마 제국의 카를 5세 황제에게 이단에 대해서 강력하게 조치를 취할 것을 요청하였다.
레오 10세의 치세 동안에 루터주의는 스칸디나비아 국가들까지 급속도로 퍼졌다. 레오 10세는 지속적으로 북방의 부유한 이들을 성직자로 등용하여 로마 교황청 관료들의 급료를 충당하였으며, 1516년 말엽에 가서는 별로 똑똑하다고 볼 수 없는 아르킴볼디를 덴마크의 교황 대사로 파견하여 성 베드로 대성전의 공사비를 수금하는 임무를 맡겼다. 이는 곧 덴마크와 노르웨이 그리고 홀슈타인 지방에 교회의 분열을 가져왔다. 자국 내 성직자들이 로마에 대한 불만이 점차 커져가고 있다는 사실을 안 덴마크의 크리스티안 2세 국왕은 교황 대사 아르킴볼디가 스웨덴 봉기 문제에 간섭한 것을 빌미 삼아 그를 덴마크에서 추방하고 1520년 루터파 신학자들을 코펜하겐에 초대하였다.
크리스티안 2세는 덴마크만의 독자적인 교회가 세워져야 하고, 로마에 대한 순명과 모든 의무를 전면적으로 폐지해야 하며, 오직 국왕만이 교회의 최고 수장이어야 한다는 루터파 신학자들의 의견에 동조하였다. 레오 10세는 그러한 크리스티안 2세의 행동을 그냥 못 본 척 넘어가고 1521년 새 교황 대사로 미노리테 프란체스코 데 폰텐티아를 파견했는데, 그는 나중에 스카라의 교구장 주교에까지 오르게 된다. 그러나 레오 10세나 새 교황 대사 역시 당시 스칸디나비아 교회 내의 악습을 타파하고 개혁할 근본적인 조치를 제대로 취하지는 못했다.

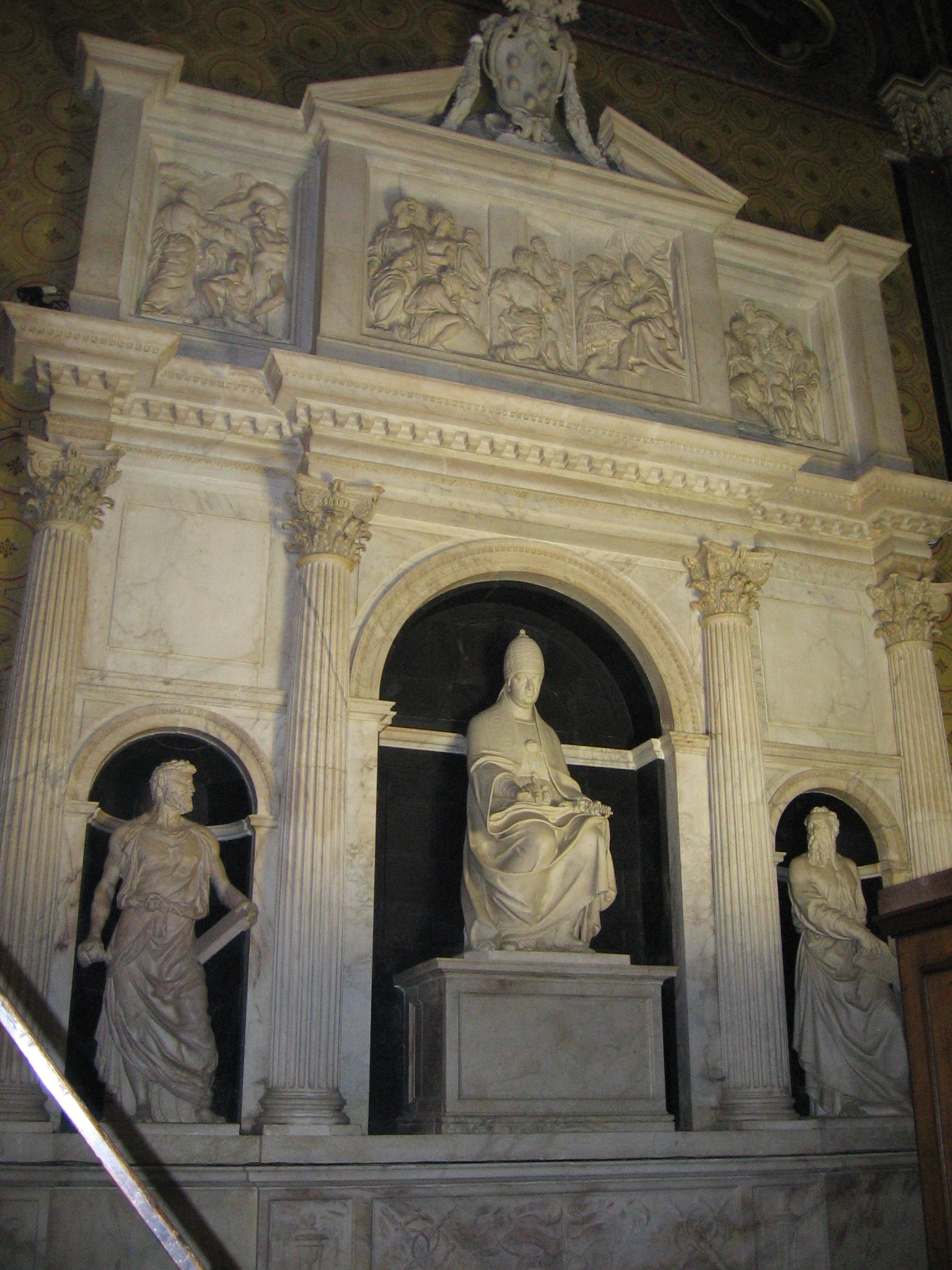
교황 레오 10세의 무덤.

## 말년과 사망
1519년 신성 로마 제국의 막시밀리안 1세 황제의 서거는 당시 유럽 정세에 심각한 영향을 끼쳤다. 레오 10세는 강력한 후보자들 가운데 누구를 신성 로마 제국의 새 황제로 정할지 좀처럼 결정을 내리지 못했다. 프랑스의 프랑수아 1세 국왕마저 신성 로마 제국의 황제를 선출하기 위한 선거판에 뛰어들었다. 마침내 레오 10세는 스페인의 카를로스 1세 국왕을 불가피하게 선택하였다. 카를로스 1세가 1519년 6월 28일 신성 로마 제국의 카를 5세 황제로 선출되자 교황령과 프랑스 사이의 동맹에 금이 가기 시작했다.
신성 로마 제국 황제 선정 문제를 해결한 레오 10세는 페라라와 파르마, 피아첸차를 교황령에 흡수 통합시키는 일에 몰두하였다. 1519년 말 페라라를 점령하려는 시도가 실패로 끝나자 외국 원조의 필요성을 깨달았다. 1521년 5월 레오 10세는 카를 5세와 동맹 조약을 맺었다. 두 사람은 밀라노와 제노바를 프랑스로부터 탈환해 신성 로마 제국에 돌려주고, 프랑스가 축출되면 파르마와 피아첸차는 교황령에 주도록 합의하였다.
스위스인 용병 10,000명을 모집하는데 드는 비용은 교황과 황제가 공동으로 부담하기로 하였다. 카를 5세는 피렌체와 메디치 가문을 보호할 것과 가톨릭 신앙의 적을 분쇄할 것을 맹세하였다. 레오 10세는 나폴리 왕국에 대한 카를 5세의 권리를 인정하고 그를 신성 로마 제국의 황제로 정식 책봉하였다. 그리고 잉글랜드와 스위스도 합류한다는 조건으로 베네치아에 대항하는 전쟁에 지원하기로 합의하였다.
1521년 8월 잉글랜드의 헨리 8세는 레오 10세와 카를 5세의 동맹에 자신도 동참하겠다고 선언하였다. 프랑수아 1세는 나바라와 이탈리아에서 카를 5세와 전쟁을 개시하였으며, 1521년 6월 23일 최초의 전투가 벌어졌다. 레오 10세는 프랑수아 1세에게 즉시 무기를 내려놓고 파르마와 피아첸차를 교회에 헌납하지 않을 시 파문을 내리고 프랑스 백성들에게 왕에 대한 충성 서약 의무를 면제시키겠노라고 경고하였다. 결국 레오 10세는 1521년 11월 선종하기 전에 그렇게도 고대하였던 교황군이 밀라노를 프랑스로부터 탈환하는데 성공했다는 소식을 듣게 되었다.
1521년 10월 25일 레오 10세는 말라리아 병에 걸렸다. 몇 주 동안 병세가 완화된 듯싶더니, 11월 말에 다시 악화되었다. 그 후에 한동안 나아지는 듯하더니 12월 1일 갑자기 의식을 잃었고 결국 그날 자정에 선종하였다. 너무나 갑작스러운 일이었기 때문에 종부성사도 미처 받지 못하였다. 유해는 산타 마리아 소프라 미네르바 성당에 안치되었다.

## 같이 보기
- 신성 로마 제국의 카를 5세
- 프랑스의 프랑수아 1세
- 종교개혁
- 마틴 루터
- 메디치 가문